# جسی آرنولد
جسی آرنولد (انگلیسی: Jessie Arnold؛ ۳ دسامبر ۱۸۸۴ – ۵ مه ۱۹۵۵) بازیگر اهل ایالات متحده آمریکا بود.
از فیلم‌ها یا برنامه‌های تلویزیونی که وی در آن نقش داشته‌است، می‌توان به فضیلت، ساده و بی‌آلایش، هارد اومبره و کفش اشاره کرد.